# Wölbling
Wölbling est une commune autrichienne du district de Sankt Pölten-Land en Basse-Autriche.

## Géographie
Wölbling est un village de Basse-Autriche, situé plus précisément dans le Mostviertel. La superficie de la commune est de 32,26 km2, dont 55,43% sont boisés.

## Histoire
Elle fut liée à Bischofswiesen par un accord commercial conclu en 1155 entre l'archevêque de Salzbourg et le bailli de Berchtesgaden.
Le village a été le théâtre d'affrontements sanglants en avril et mai 1945, faisant plus de 4 000 morts.